# Alfonso de Palencia
Alfonso Fernández de Palência (1423–1492) foi um secretário real castelhano, historiador e estudioso humanista. Ele primeiro serviu a Henrique IV de Castela e depois desempenhou um papel ativo na intriga política que levou Fernando II a Castela e colocou Isabel I no trono. Suas crônicas, as Décadas, são uma importante fonte histórica para esse período.

## Vida
Alfonso de Palência nasceu em Palência em 1423, filho de um secretário. Em 1440, aos dezessete anos, ele estava na casa de Alfonso de Cartagena, bispo de Burgos. Em 1441 participou de uma missão em nome do rei João II de Castela para se encontrar com Álvaro de Luna, um poderoso nobre castelhano e favorito do rei.
Mais tarde, Palência viajou para Florença, onde entrou ao serviço do cardial Bessarion, com quem permaneceu até 1453. Ele também conheceu Vespasiano da Bisticci e estudou humanidades com Jorge de Trebizonda em Roma. Depois de quase dez anos na Itália, Palência voltou a Castela e ingressou na casa do arcebispo de Sevilha, Alonso I de Fonseca.
Em 6 de dezembro de 1456, Palência sucedeu Juan de Mena como cronista real e secretário de Henrique IV de Castela. Na década de 1460, ele se aliou abertamente aos nobres castelhanos em oposição ao rei. Palência visitou Roma em nome desses nobres para reclamar ao Papa Paulo II sobre as ações de Enrique. Ele apoiou o príncipe Alfonso, irmão de Isabel, quando se proclamou rei em junho de 1465 e depois mudou sua lealdade para Fernando e Isabel quando Alfonso morreu em 1468. Ele desempenhou um papel importante no contrabando de Fernando para Castela para se casar com Isabel em 1469.
Durante a Guerra da Sucessão Castelhana, serviu como diplomata para Castela, auxiliando no estabelecimento da Santa Hermandad em 1476 e na organização de reforços navais para a defesa de Gran Canaria, uma possessão castelhana, em 1479. Palência continuou sendo uma forte apoiador de Fernando, mas os conselheiros de Isabel, especialmente Pedro González de Mendoza, suspeitavam da lealdade de Palência. Na década de 1480, Isabel nomeou Fernando del Pulgar como seu cronista real e Palência foi efetivamente destituída de influência política.
Ele morreu em 1492.

## Crônicas (Décadas)
Sua principal obra é a Gesta Hispaniensia ex annalibus suorum diebus colligentis, chamada, abreviadamente, de suas Décadas, por ter sido dividida em décadas no estilo da obra de Lívio. Esta crónica, escrita em latim, abrange o tempo desde o final do reinado de D. João II de Castela até ao ano de 1481, incluindo o reinado de Henrique IV de Castela; a guerra de Henrique IV com o príncipe Alfonso; a Guerra da Sucessão Castelhana; a consolidação de Castela e Aragão sob Fernando e Isabel; e a assinatura do Tratado de Alcáçovas.
A obra está dividida em quatro décadas, cada uma composta por dez livros, exceto o quarto, que ficou incompleto com a morte de Fernández de Palência, e é composto por seis livros. As três primeiras décadas foram traduzidas para o espanhol por Paz y Meliá e publicadas sob o título de Crónica de Enrique IV entre 1904 e 1908. A maioria dos historiadores desconhecia a quarta década, publicada em 1971 por José López del Toro.
A outra obra importante de Fernández de Palência são seus Anales de la Guerra de Granada, que trata da Guerra de Granada desde seu início até a tomada de Baza em 1489. Foi traduzido para o espanhol por Paz y Meliá em 1909.
Fernández de Palência também escreveu Batalla campal entre los perros y los lobos (Batalha campal entre cães e lobos) (1457, que é uma tradução castelhana de seu próprio poema latino. Pode ser uma alegoria para o governo de Henrique IV de Castela. Um lobo, Harpaleo, é morto por cães depois de se enfraquecer por negligenciar a disciplina militar. Fernández de Palência também traduziu para o castelhano a sua obra latina, a alegoria Tratado de la perfección del triunfo militar (1459). ”El Ejercicio, acompanhado pelo sábio Discreción, tenta encontrar o personagem chamado el Triunfo. O Triunfo atribui o Exercício a um capitão romano de nome Gloridoneo, que pode representar Afonso V de Aragão. Gloridoneo é vitorioso na batalha e o Triunfo concede vitória à Ordem, Exercício e Obediência – virtudes que ajudarão um rei a sair vitorioso, conselho que pode ter sido direcionado a Henrique IV.
A ele é atribuída a obra Coplas del provincial (Dísticos do Provincial).
Ele também escreveu obras lexicográficas e linguísticas:
- Opus Synonymorum, também conhecido como De sinonymis elegantibus, que diz respeito a sinônimos
- Uniuersale Compendium Vocabulorum (Vocabulario universal en latín y en romance) (Sevilha, 1490), dicionário bilíngüe latino-castelhano, posteriormente substituído pela obra de Antonio de Nebrija.
- Compendiolum, um trabalho geográfico e toponímico
- epístolas latinas

Seu trabalho como tradutor também foi muito importante: ele traduziu para o espanhol Vidas Paralelas de Plutarco (Sevilha, 1491) e também A Guerra dos Judeus de Flávio Josefo (1492).
Sanchez Alonso escreve que "poucos se igualam à capacidade de Palência de dar vida a um personagem, de apresentar os antecedentes de um acontecimento de forma breve e eficiente, de explicá-lo com sagacidade e de interessar a narração".